# Kazimierz I cieszyński
Kazimierz I Cieszyński (ur. między 1280 a 1290, zm. 1358) – książę cieszyński w wyniku podziału w 1315, od 1327 dziedziczny lennik czeski, od 1337 w Siewierzu, od 1357 w Bytomiu.

## Wywód genealogiczny
| 4. Władysław opolski  |  |                       |  |  |                           |
|                       |  | 2. Mieszko Cieszyński |  |  |                           |
| 5. Eufemia Odonicówna |  |                       |  |  |                           |
|                       |  |                       |  |  | 1. Kazimierz I Cieszyński |
| 6. NN                 |  |                       |  |  |                           |
|                       |  | 3. NN                 |  |  |                           |
| 7. NN                 |  |                       |  |  |                           |
|                       |  |                       |  |  |                           |

## Życiorys
Kazimierz I był drugim pod względem starszeństwa synem Mieszka Cieszyńskiego i nieznanej z pochodzenia księżniczki. Po ojcu odziedziczył w 1315 południowo-zachodnią część księstwa ze stolicą w Cieszynie, która odtąd stanowiła właściwe Księstwo Cieszyńskie.
W 1321 ożenił się z córką księcia sochaczewskiego i czerskiego Trojdena I, księżniczką Eufemią, otwierając tym samym tradycję związków Piastów cieszyńskich z Piastami mazowieckimi.
Kazimierz początkowo pozostawał w dobrych stosunkach z księciem, a od 1320 królem polskim Władysławem Łokietkiem. Dobre stosunki zostały zaprzepaszczone w latach w 1321–1324, kiedy Księstwo Cieszyńskie zostało kilkakrotnie splądrowane przez najazd wojsk litewskich – sojuszników Łokietka. W konsekwencji Kazimierz w odróżnieniu od starszego brata Władysława I oddalił się od Łokietka, zbliżając się politycznie do króla Czech Jana Luksemburskiego, któremu 18 lutego 1327 złożył hołd lenny w Opawie (krok ten już w 1327 przyniósł księciu znaczne profity w postaci obietnicy odziedziczenia księstwa oświęcimskiego po wymarciu tamtejszej linii Piastów). Mocą dyplomu z 23 lutego 1327 Kazimierz otrzymał zapewnienie dziedzicznego posiadania Księstwa Cieszyńskiego oraz daleko idącej suwerenności wewnętrznej. Od tego momentu nastąpiło związanie Cieszyna z Królestwem Czeskim, mające głębokie konsekwencje nawet w dalekiej przyszłości. Polska uznała ten stan prawny ostatecznie w pokoju namysłowskim w 1348.
Kazimierz zabiegał o utrzymanie jedności terytorialnej swojego księstwa, przez co ustanowił tylko jednego spadkobiercę pośród swych pięciu synów, a pozostałych przeznaczył do stanu duchownego. Starał się również o poszerzenie ziem księstwa. W 1337 nabył od książąt bytomskich ziemię siewierską za 720 grzywien z miastami Siewierzem i Czeladzią, wziął też od księcia brzeskiego (okresowo) pod zastaw okręg namysłowski (było to wiano córki Anny). Zaangażował się również w spór o spadek po książętach kozielsko-bytomskich, dzięki czemu na rok przed śmiercią (decyzja zapadła już w 1355, jednak na dwa lata księstwo przejęła, jako oprawę wdowią Małgorzata Morawska, wdowa po Bolesławie bytomskim), objął w posiadanie połowę księstwa kozielsko-bytomskiego (z połową Bytomia i Gliwic, Toszkiem i Pyskowicami).
Nie powiodło się za to Kazimierzowi przejęcia księstwa raciborskiego po bezpotomnej śmierci w 1336 stryjecznego brata Leszka. Ziemię tę otrzymał od Jana Luksemburskiego ostatecznie Przemyślida Mikołaj II.
Wzorem swojego ojca Kazimierz dbał także o rozwój miast. Przebudował cieszyński zamek, a około 1320 lokował Bielsko na prawie niemieckim.
Wzmocnił swoją pozycję wydając swoje córki Annę i Agnieszkę za książąt dolnośląskich (Anna wyszła za Wacława I legnickiego, a Agnieszka za Konrada II).
Kazimierz I Cieszyński zmarł w 1358 (choć istnieją pewne przesłanki, że żył jeszcze w 1360, lecz większość historyków przyjmuje te dane za pomyłkę źródła) i został pochowany w krypcie kościoła dominikanów w Cieszynie.
Rządy po nim objął najstarszy z jego żyjących synów - Przemysław I Noszak.

## Potomstwo
- Anna, żona Wacława I, księcia legnickiego.
- Władysław, zm. 1355, sędzia nadworny cesarza Karola IV.
- Jolanta Helena, klaryska.
- Bolesław, zm. 1356, kanonik wrocławski, od 1355 kapelan cesarza Karola IV.
- Przemysław I Noszak.
- Agnieszka, żona Konrada II, księcia oleśnickiego.
- Jan, kleryk.
- Siemowit, joannita.
- Elżbieta, cysterska.